# Gråpucklig trågspinnare
Gråpucklig trågspinnare (Nola cucullatella) är en fjärilsart som beskrevs av Carl von Linné 1758. Gråpucklig trågspinnare ingår i släktet Nola och familjen trågspinnare. Arten är reproducerande i Sverige. Inga underarter finns listade i Catalogue of Life.

## Bildgalleri

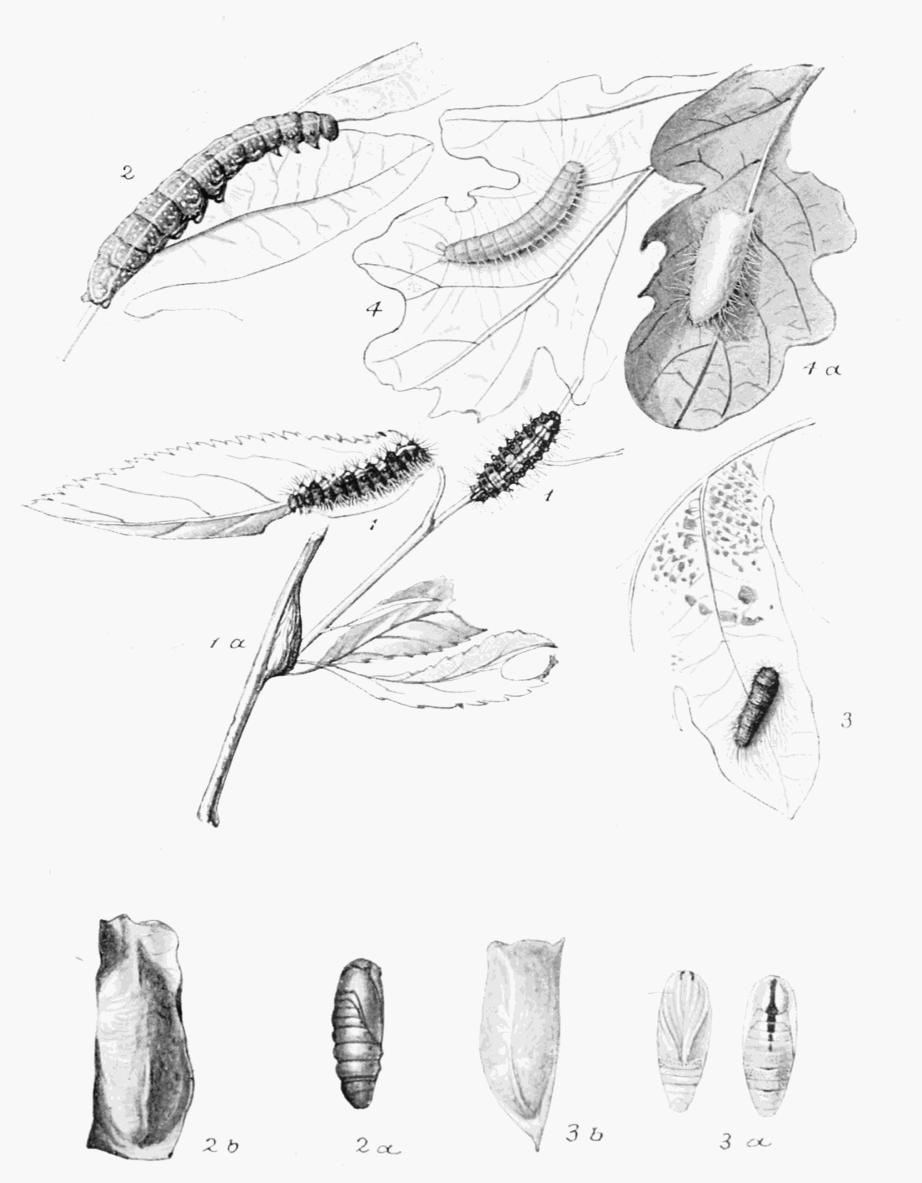
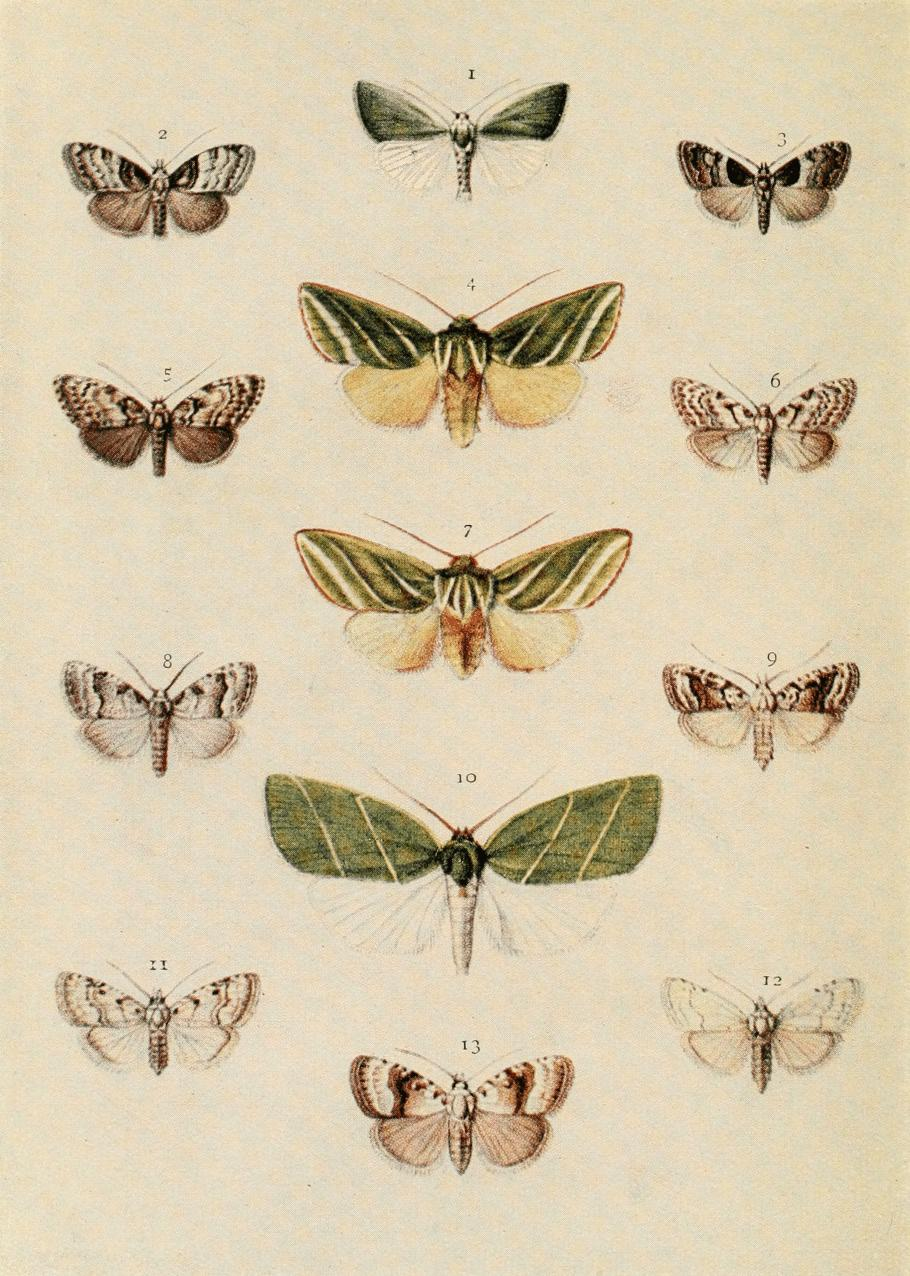
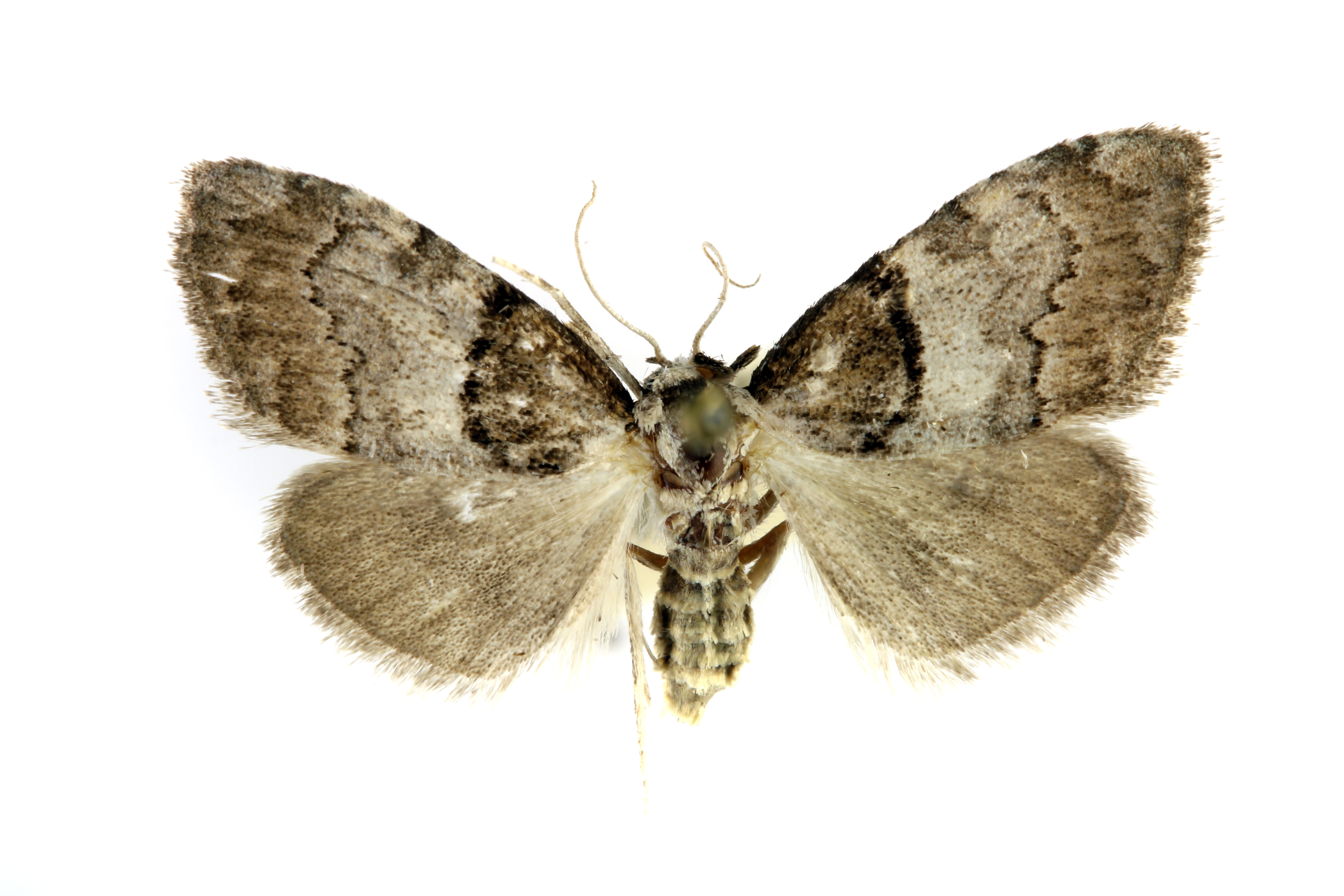
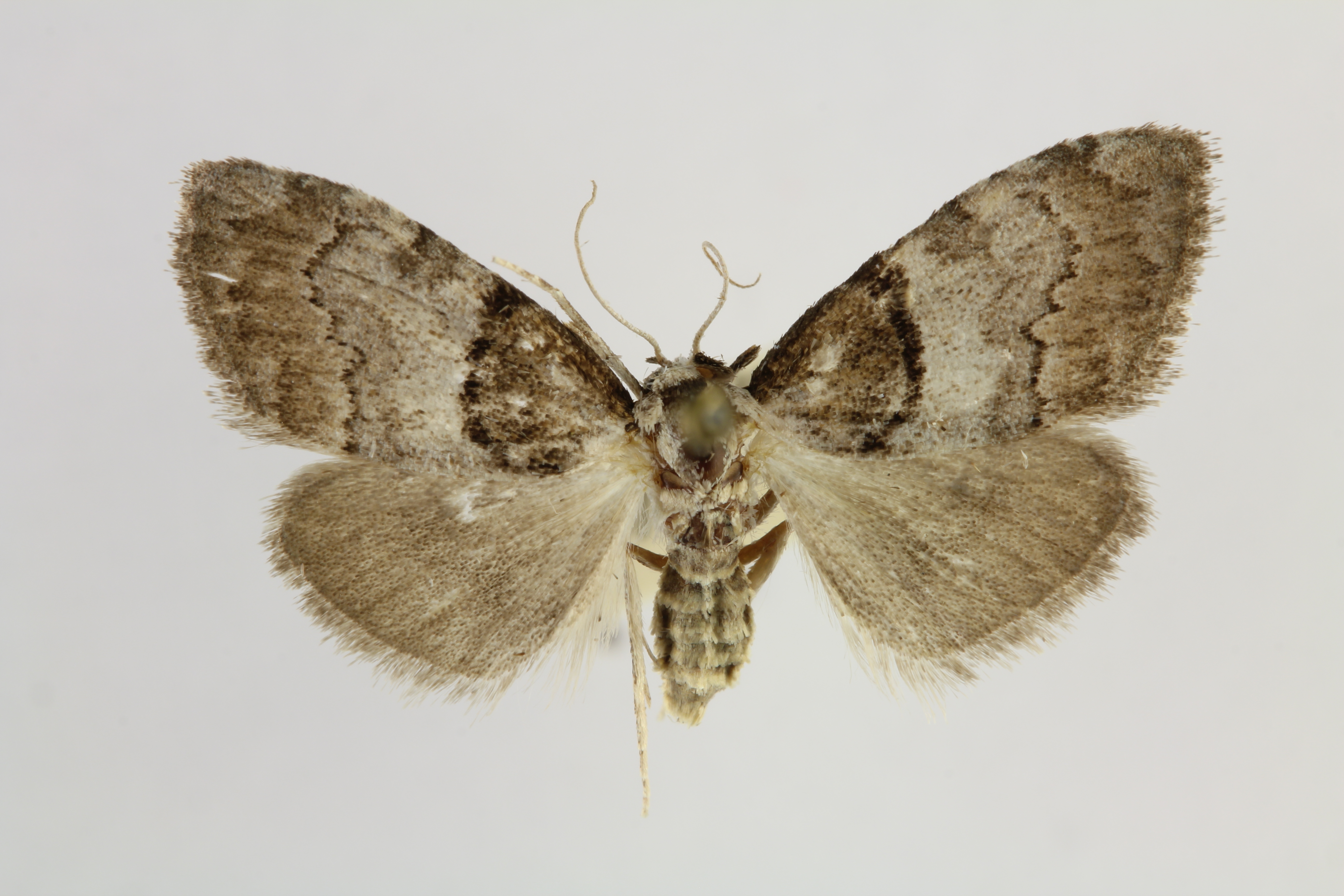
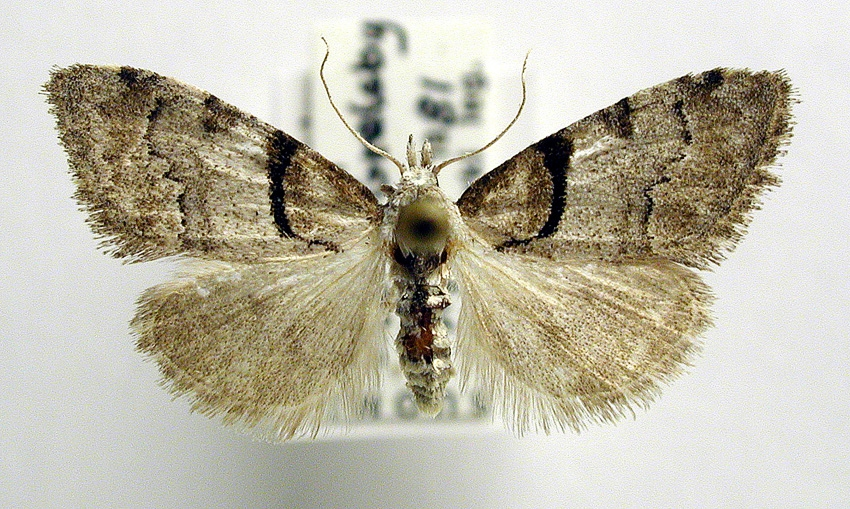
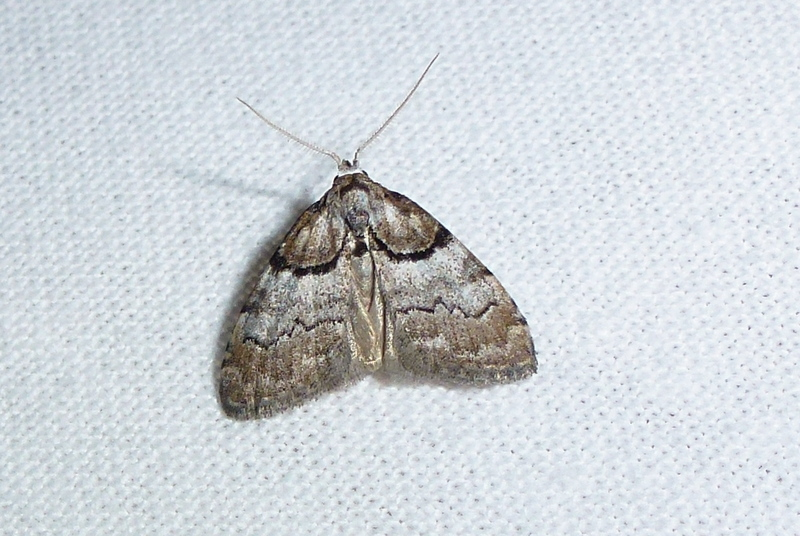